# St. Martinus (Kierdorf)

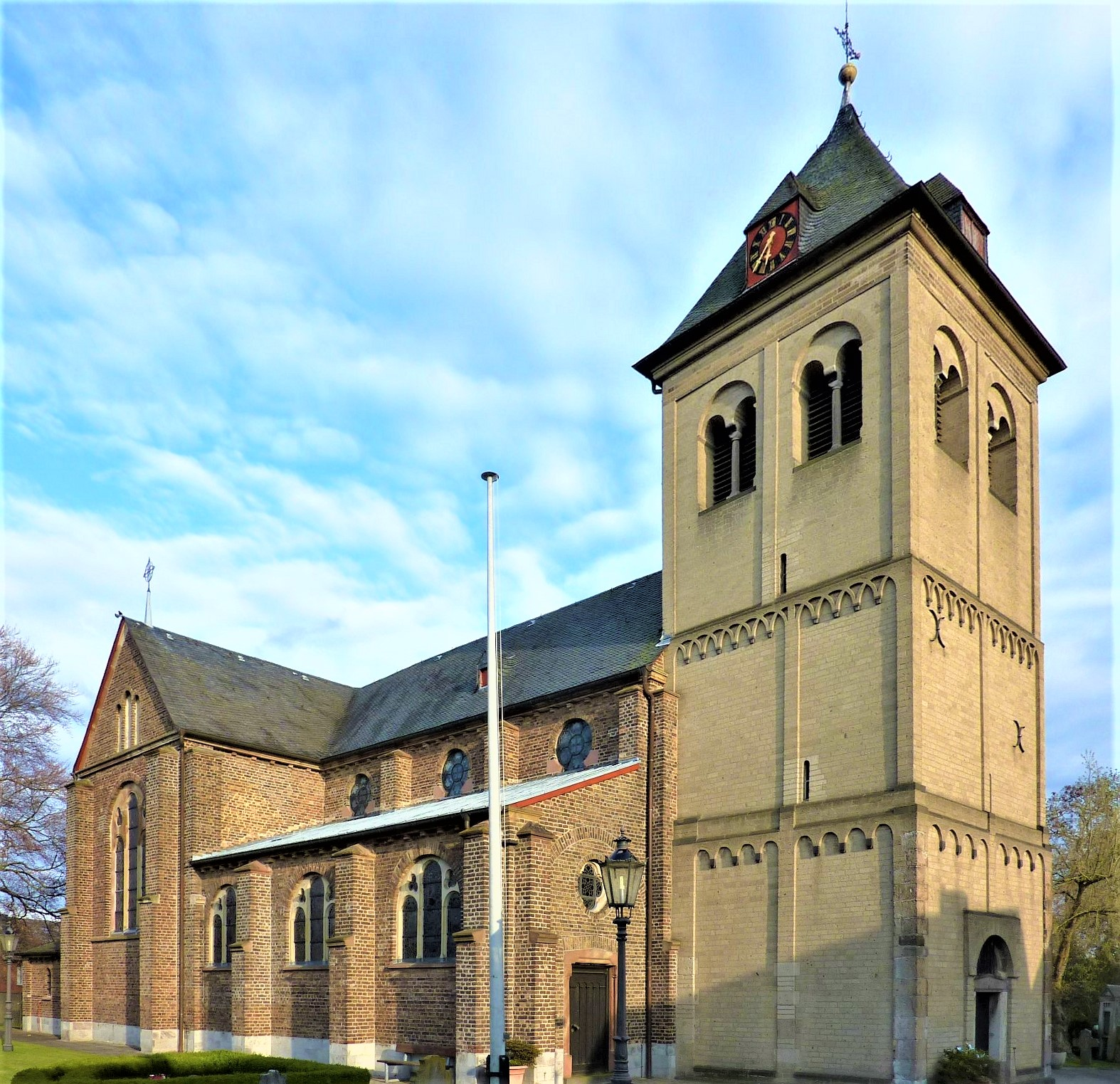
Pfarrkirche St. Martinus

St. Martinus ist eine römisch-katholische Pfarrkirche in Kierdorf, einem Stadtteil von Erftstadt im Rhein-Erft-Kreis.

## Geschichte
Die Kirche St. Martinus, von der noch der romanische Turm aus dem 12. Jahrhundert erhalten ist, wurde erstmals um 1300 im liber valoris als Pfarrkirche erwähnt. Das Kirchenpatronat und die Zehntrechte besaß das Kölner Severinsstift. 1517 ging das Patronatsrecht an das Kloster Bottenbroich über, das Zehntrecht verblieb jedoch beim Severinsstift. 1698 waren die Verpflichtungen so geteilt, dass die Unterhaltung des Chorraumes dem Bottenbroicher Kloster, die des Langhauses dem Stift von St. Severin und die des Turmes der Gemeinde oblag. Nachdem Bottenbroich 1777 Priorat der Abtei Marienstatt wurde, lag dort bis zur Säkularisation das Patronatsrecht.
1874 wurde die romanische Kirche bis auf den Turm, dessen Gliederung der Kunsthistoriker Paul Clemen eine der „interessantesten dieses Kirchturmtypus am Niederrhein“ nennt, niedergelegt und durch eine dreischiffige neoromanische Basilika nach Plänen des Architekten August Carl Lange ersetzt.

## Baubeschreibung
Turm
Der dreigeschossige mit Tuffstein verblendete Turm wurde um 1165 erbaut. Die durchgehenden vertikal angeordneten Lisenen bestehen im unteren Geschoss aus Trachyt, in den oberen Geschossen aus Tuff. Rundbogenfriese heben die Geschosse voneinander ab, durch einen einfachen Rundbogenfries im Erdgeschoss und durch einen von sich überschneidenden Rundbogen im zweiten Geschoss. Zwischen den Säulen der Doppelfenster im dritten Geschoss sitzt in jeder Blende ein großes romanisches Doppelfenster. Die unterteilenden Mittelsäulen mit Würfelkapitellen bestehen aus feinpoliertem Kalksintermaterial der römischen Wasserleitung. Den Abschluss bildet ein pyramidenförmiges schiefergedecktes Dach.
Ein rundbogiges Portal an der Westseite des Turms führt in die Turmhalle. Das Mosaik auf der linken Seite „St. Michael als Drachentöter“ ist als Kriegergedächtnisstätte von dem Metallbildhauer Jakob Riffeler gestaltet. Von der über eine Wendeltreppe erreichbaren Orgelempore gelangt man durch eine kleine romanische Türöffnung in das mittlere Turmgeschoss. In dem etwa 4 m × 4 m großen gewölbten Raum lag eine Turmkapelle, in der Peter Anton Tholen einen Michaelsaltar annahm. Im Innern öffnen zwei bei der Renovierung 1978 freigelegte Doppelfenster den Blick ins Kirchenschiff.
Innenraum
Im Innenraum der Kirche grenzen an das 7,50 m hohe Mittelschiff beidseitig zwei 5 m hohe Seitenschiffe, vorgelagert ist ein in der Höhe den Seitenschiffen entsprechendes Querschiff. An der Vierung schließt sich der um zwei Stufen erhöhte Chor an. Sechs Säulen mit Kelchkapitellen und jeweils acht Schilden tragen das Kreuzgratgewölbe. Der Chorbogen ruht auf zwei Pfeilern, das Kreuzrippengewölbe im Chor auf kleinen Pfeilern. Die Mensa des Hauptaltares wurde vom Kölner Bildhauer Ferdinand Custodis und der Aufsatz von dem Heinsberger Bildhauer Heinrich Joseph Koulen angefertigt.
Die Chorfenster und fünf Seitenfenster lieferte die Firma Oidtmann aus Linnich.
Die Orgel aus dem Jahre 1880 stammt aus der Werkstatt des Kuchenheimer Orgelbauers Franz Joseph Schorn. Sie wurde 1981–1983 in der Orgelwerkstatt Weimbs restauriert.
Die Kirche besitzt vier Glocken. Die älteste ist die Kriegerglocke von 1926, die übrigen, die Martinus- und Hubertusglocke, die St. Josefsglocke und die Marienglocke wurden 1955 in der Glockengießerei Edelbrock in Gescher gegossen.

## Ausstattung
- Madonna mit Kind als Himmelskönigin, Köln um 1480, restauriert.
- Drei Skulpturen von Heinrich Joseph Koulen, Heinsberg : Pietà (1896), Herz-Jesu (1897), St. Antonius (1898)
- St. Matthias 18. Jh., St. Hubertus 18. Jh. (2. Pfarrpatron)
- Taufbecken 19. Jahrhundert, Sandstein, Messinghaube und Wappen der Stifter von Merveldt/Wolff Metternich zu Gymnich (als Erben des Hauses Brüggen)
- Zwei Weihwasserbecken, Blaustein spätgotisch
- Zwei barocke Weihwasserbecken, Blaustein, in Muschelform
- Kirchenbank von 1765 mit Darstellung eines springenden Hirsches